# Malko-konkurrencen
Malko-konkurrencen er en international konkurrence for unge dirigenter mellem 20 og 35 år, der afholdes af Danmarks Radio. Vinderen af konkurrencen modtager 20.000 euro (2015) og får mulighed for at dirigere en koncertrække på op til 27 koncerter med europæiske orkestre. Konkurrencen er navngivet efter dirigenten Nikolai Malko der i perioden 1928-32 var med ved opbygningen af Radiosymfoniorkestret.
Konkurrencen blev afholdt første gang i 1965 og er siden blevet afholdt hvert tredje år (i perioden mellem 2001 og 2009 dog hvert fjerde år). 
Konkurrencen varer en uge og har siden 2009 været afviklet i DR Koncerthuset. 

## Vindere af Malko-konkurrencen
- 1965	Ralf Weikert
- 1968	Avi Ostrowski
- 1971	Winston Dan Vogel
- 1974	Gotthard Lienicke
- 1977	Philip Greenberg
- 1980	Maximiano Valdes
- 1983	Claus Peter Flor
- 1986	Kazufumi Yamashita
- 1989	Fabio Mechetti
- 1992	Jin Wang
- 1995	Jan Wagner
- 1998	Seikyo Kim
- 2001	Josep Caballé-Domenech
- 2005	Mei-Ann Chen
- 2009	Joshua Weilerstein
- 2012	Rafael Payare
- 2015	Tung-Chieh Chuang
- 2018	Ryan Bancroft[1]
- 2021 Dmitry Matvienko[2]